# M-Wave
M-Wave je rychlobruslařská hala v japonském městě Nagano. Otevřena byla v roce 1996, postavena byla pro konání rychlobruslařských soutěží na Zimních olympijských hrách 1998. Nachází se v nadmořské výšce 346 m, disponuje standardním ledovým oválem o délce 400 m se dvěma drahami a jedním hokejovým hřištěm uprostřed. Jedná se o víceúčelovou halu, jejíž interiér může být využit i pro jiné sporty nebo jako koncertní či výstavní prostor. Maximální kapacita při sportovních akcích činí 6500 diváků, během ZOH 1998 byla navýšena na 18 000 osob.

## Velké akce
Prvními akcemi, které se zde konaly, byly na přelomu let 1996 a 1997 japonské rychlobruslařské šampionáty a v únoru 1997 Mistrovství světa ve víceboji. Po zimní olympiádě je pravidelně využívána jako místo konání japonských mistrovství a střídají se zde také mítinky Světového poháru a světové šampionáty.
- Mistrovství světa ve víceboji 1997
- Zimní olympijské hry 1998
- Mistrovství Asie 1999
- Mistrovství světa na jednotlivých tratích 2000
- Mistrovství světa ve sprintu 2004
- Mistrovství světa na jednotlivých tratích 2008
- Mistrovství světa ve sprintu 2014

## Rekordy dráhy
Stav k 19. březnu 2014.
| Závod               | Jméno              | Čas (body) | Datum                 |
| ------------------- | ------------------ | ---------- | --------------------- |
| 100 m               | Júja Oikawa        | 9,54       | 9. prosince 2006      |
| 500 m               | Džódži Kató        | 34,64      | 27. října 2012        |
| 1000 m              | Shani Davis        | 1:08,92    | 13. prosince 2008     |
| 1500 m              | Denny Morrison     | 1:45,22    | 6. března 2008        |
| 3000 m              | Shane Williamson   | 3:49,75    | 27. října 2013        |
| 5000 m              | Sven Kramer        | 6:17,24    | 6. března 2008        |
| 10 000 m            | Sven Kramer        | 12:57,71   | 6. března 2008        |
| 2×500 m             | Jeremy Wotherspoon | 69,460     | 6.–7. března 2008     |
| sprinterský čtyřboj | I Kju-hjok         | 139,365    | 13.–14. prosince 2008 |
| velký čtyřboj       | Keidži Širahata    | 155,236    | 15.–16. prosince 2001 |

| Závod               | Jméno                | Čas (body) | Datum                 |
| ------------------- | -------------------- | ---------- | --------------------- |
| 100 m               | Jenny Wolfová        | 10,40      | 14. prosince 2008     |
| 500 m               | I Sang-hwa           | 37,60      | 9. prosince 2012      |
| 1000 m              | Christine Nesbittová | 1:15,13    | 9. prosince 2012      |
| 1500 m              | Anni Friesingerová   | 1:56,06    | 6. března 2008        |
| 3000 m              | Kristina Grovesová   | 4:05,03    | 6. března 2008        |
| 5000 m              | Martina Sáblíková    | 6:58,22    | 6. března 2008        |
| 2×500 m             | Jenny Wolfová        | 75,620     | 7.–8. března 2008     |
| sprinterský čtyřboj | Jü Ťing              | 151,275    | 18.–19. ledna 2014    |
| malý čtyřboj        | Masako Hozumiová     | 165,421    | 15.–16. prosince 2012 |